# Terremotos de Turquía-Irán de 2020

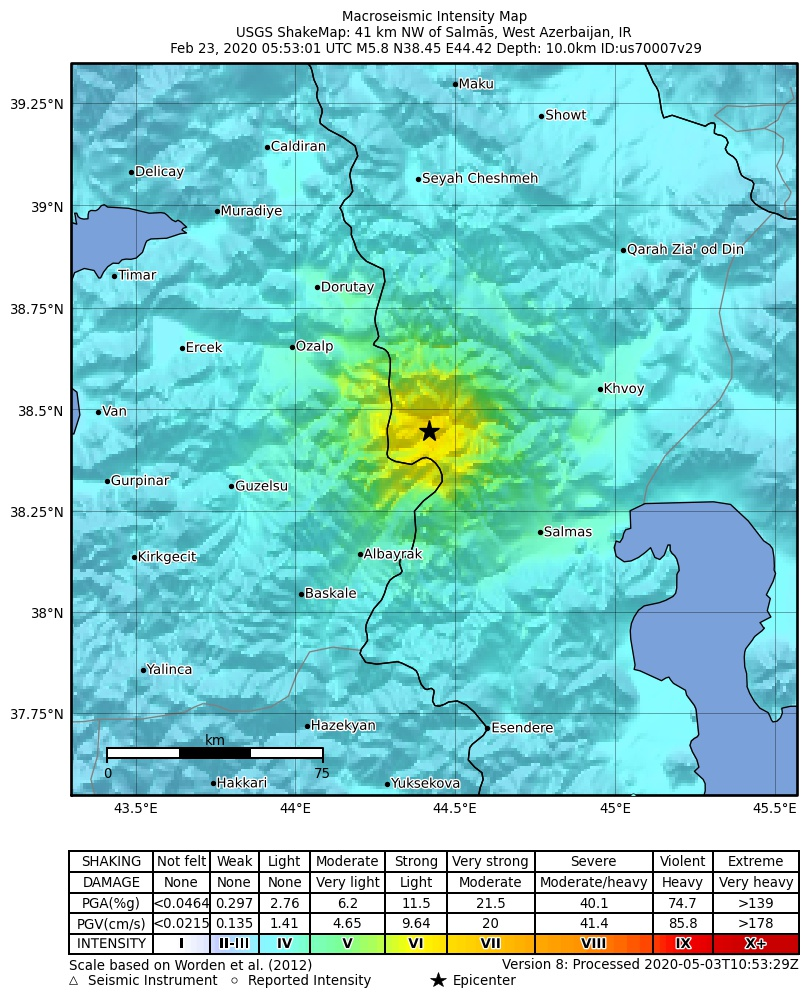
Mapa del terremoto del 23 de febrero de 2020 cerca de la frontera turco-iraní.

Los terremotos de Turquía-Irán de 2020 fueron unos movimientos telúricos y más destructivo que ocurrió el 23 de febrero, cerca de Khoy en el noroeste de Irán, cerca de la frontera con Turquía, matando a 9 personas en Başkale, Van. Golpeó a las 9:23 a. m. hora local (05:53 UTC) con una magnitud de 5.7 Mw a una profundidad de 6 kilómetros (3.7 millas) y el epicentro fue el distrito de Qotur, según el Centro Sismológico Iraní (IRSC) Aproximadamente 10 horas después, la misma área fue golpeada por otro terremoto importante de 6.0 Mw.

## Información tectónica
El noroeste de Irán y el este de Turquía se encuentran dentro de la zona de estructura compleja asociada con la continua colisión entre la Placa de Arabia y la Placa de Eurasia. En esta parte del límite, la colisión es bastante oblicua y la falla de empuje a lo largo del frente del pliegue y el cinturón de empuje de Zagros está acompañada por una serie de fallas de deslizamiento de impacto dextrales (lateral derecho) NW-SE, como el Norte Falla de Tabriz y la falla de Gailatu – Siah Chesh-meh – Khoy. Las fallas normales se desarrollan en las terminaciones y en las curvas de liberación en las fallas de deslizamiento. Todo el sistema de fallas está activo y se ha asociado con muchos terremotos destructivos.

## Terremotos
El primero de los terremotos más grandes tuvo una magnitud de 5.7 Mw con una profundidad de 6.4 km (ANSS), 5.8 ML con una profundidad de 8 km (KOERI), o 5.7 mbLg con una profundidad de 6 km ( Centro Sismológico Iraní (IRSC). Fue seguido poco más de 10 horas después por el segundo evento, que tuvo una magnitud de 6.0 Mw con una profundidad de 10 km (ANSS), 5.8 ML con una profundidad de 5 km (KOERI) o 5.9 mbLg con una profundidad de 12 km (IRSC).

## Daños
El área de daño significativo se extendía desde la ciudad de Van en el oeste hasta Khoy en Irán al este. Más de 1,000 edificios fueron destruidos en Turquía, con muchos otros dañados en 43 aldeas afectadas en Irán. El ministerio de salud turco informó que nueve personas habían muerto, cuatro de ellas niños y otras 50 heridas. 75 personas fueron reportadas heridas en Irán. No se han reportado más víctimas en Turquía luego del terremoto de Mw 6.0.